# 6748 Bratton
A 6748 Bratton (ideiglenes jelöléssel 1995 UV30) a Naprendszer kisbolygóövében található aszteroida. A Spacewatch projekt keretében fedezték fel 1995. október 20-án.